# Ясеновацкие мученики
Святые ясеновацкие мученики (серб. Свети мученици јасеновачки) — православные святые, убитые хорватскими фашистами-усташами в ходе кампании геноцида сербов в концентрационном лагере Ясеновац в то время в Независимом Государстве Хорватия. В календарь святых вошла мученическая кончина, которую она празднует 31 августа в Православной Церкви.
Памятник Новомученикам Ясеновац появился в календарях в 1980-х годах, во времена Сербской Православной Епархии в США и Канаде.
В календарях, напечатанных тогдашней Американской и Канадской епархией с центром в Новой Грачанице близ Чикаго, также был опубликован день Ясеновацких мучеников.
Позже, после объединения Новограчаницкой митрополии с Сербской православной церковью, Священный Архиерейский Синод Сербской Православной Церкви решает, что их память может быть внесена и празднована в календари, издаваемые сербскими епископами за границей.
С 2010 года праздник святых Новомучеников ясеновацких введена во всей Сербской православной церкви.
16 апреля 2010 года Священный Синод Епископов Сербской Православной Церкви постановил праздновать память святых Новомучеников Ясеновацких 31 августа по юлианскому календарю, или 13 сентября по григорианскому календарю.
Главное торжество Святых Сербских Новомучеников Ясеновацкий литургически совершается в Ясеновацком монастыре.

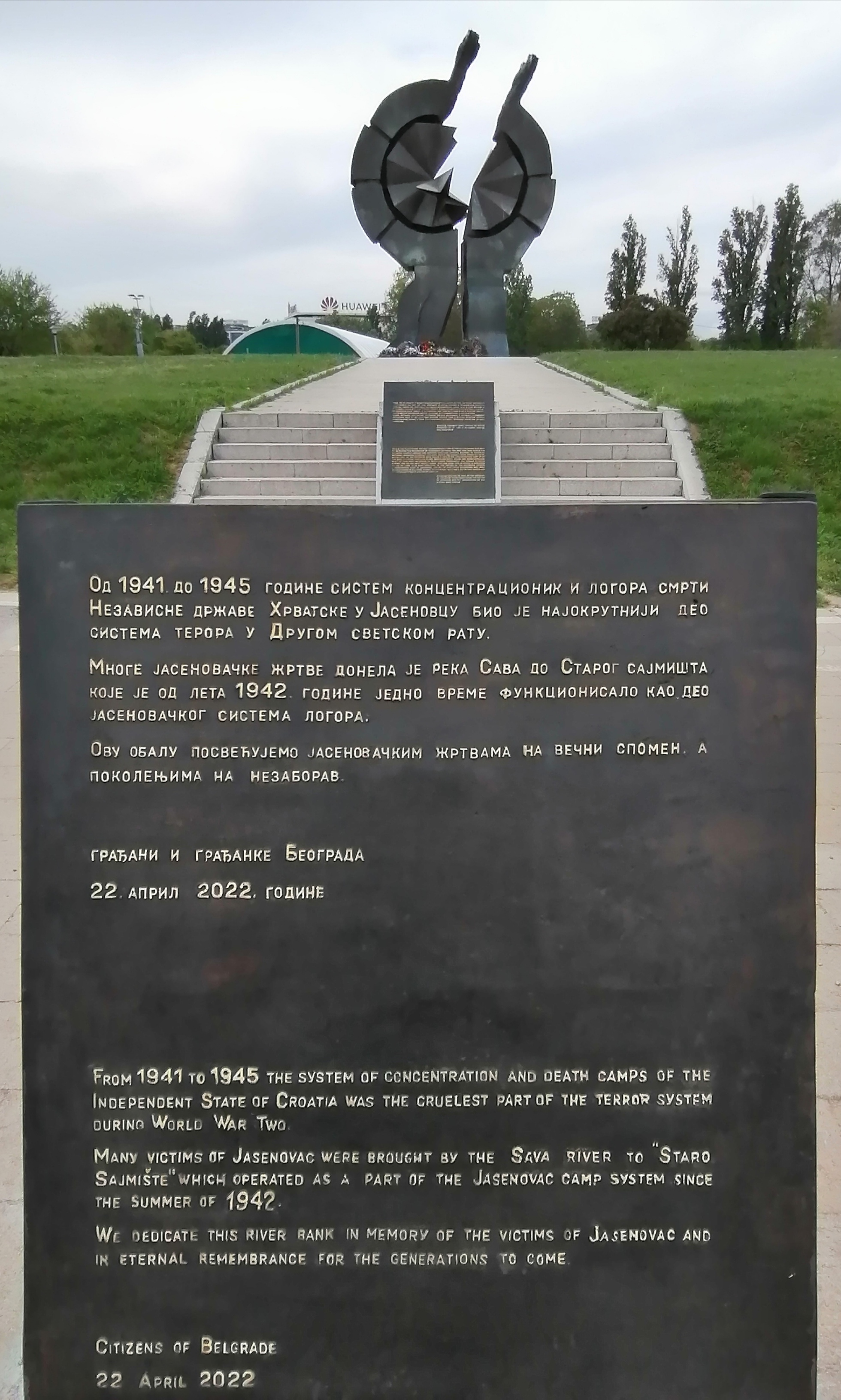